# Ever Forthright
Ever Forthright ist eine US-amerikanische Progressive-Metal-Band aus New York City, welche 2008 von den Musikern Billy Anderson und Nicholas Llerandi gegründet wurde und der Djent-Bewegung zugeschrieben wird.

## Geschichte
Im Jahre 2008 gründeten die beiden Gitarristen Billy Anderson und Nicholas Llerandi, welche beide gemeinsam an der staatlichen Universität des US-amerikanischen Bundesstaates New York in Purchase Jazz studierten, die Band. Gemeinsam begannen sie Lieder zu schreiben, welche sie in Andersons eigenem Studio am Computer aufnahmen und noch im selben Jahr auf einer Demo veröffentlichten. Zwischen 2008 und 2009 stießen der Keyboarder Kevin Theodore und der Schlagzeuger Jerad Lippi, welche ebenfalls an derselben Universität wie Anderson und Llerandi studierten, der Band hinzu. Des Weiteren trat Nicholas Llerandis Bruder Jon der Band als Bassist bei.
Auf der Suche nach einem geeigneten Sänger fand die Band 2010 über Facebook den Sänger und Saxophonisten Christopher Barretto, welcher kurz zuvor bei Periphery ausgestiegen war. Jerad Lippi sendete diesem eine E-Mail mit der Bitte sich die Musik der Band anzuhören und der Band als Sänger beizutreten, woraufhin Barretto, angeschlagen durch den Austritt bei Periphery, der Band eine Absage erteilte. Stattdessen widmete er sich seinen beiden anderen Bands Friend for a Foe und Haunted Shores, wobei er nach Austritt Letzterer nach Kalifornien umzog. Währenddessen erstellte Billy Anderson eine Anzeige auf dem Online-Netzwerk Craigslist, auf welche ein Freund Barrettos aufmerksam wurde und diesen bat sich das Material der Band anzuhören, woraufhin Barretto sich bei der Band über Myspace meldete und kurz darauf dieser beitrat.
Im Dezember 2011 erschien mit Ever Forthright das selbst betitelte Debütalbum der Band über das Independent-Label Myriad Records, nachdem die Band sich für dieses entschieden hatte. Bis auf zwei Songs, stammten alle auf dem Album enthaltenen Lieder von den vorherigen Demos und wurden allesamt bei Billy Anderson zu Hause aufgenommen, da sich niemand bereit erklärte, die Kosten für die Aufnahmen in einem professionellen Tonstudio zu übernehmen. Im September 2012 ging die Band das erste Mal an der Seite von Intervals und Mandroid Echostar auf Tour durch Kanada. Zwischen Juni und Juli 2013 trat die Band als Vorband von Last Chance to Reason und Evan Brewer auf deren US-Tour auf, woraufhin die Band Ende Juli mit Riot: Part I einen neuen Song ihres kommenden Albums veröffentlichte und im August auf einer Tour mit Auras in Kanada zu sehen war. Im Oktober wird die Band das erste Mal mit Skyharbor und Twelve Foot Ninja durch Europa touren, wo sie unter anderem auf dem Euroblast Festival in Köln zu sehen sein wird.

## Stil
Die Band zeichnet sich vor allem durch ständige  Rhythmuswechsel aus. Neben den Elementen des Progressive Metals reichen die Einflüsse der Band von Jazz bis Hip-Hop.

## Diskografie

### Alben
- 2011: Ever Forthright (Myriad Records)
- 2024: Techinflux (Eigenveröffentlichung)

### Singles
- 2012: Spineless V2 (Eigenveröffentlichung)
- 2012: The Little Albert Experiment V2 (Eigenveröffentlichung)
- 2013: Lost In Our Escape (Music Video Version) (Eigenveröffentlichung)
- 2013: Riot: Part I (Eigenveröffentlichung)

### Kompilationen
- 2009: Ever Forthright (Eigenveröffentlichung)

### Demos
- 2008: ’08 Demo (Eigenveröffentlichung)
- 2009: ’09 Demo (Eigenveröffentlichung)
- 2010: 2010 Demo (Eigenveröffentlichung)